# Perissomma mcalpinei
Perissomma mcalpinei är en tvåvingeart som beskrevs av Donald Henry Colless 1962. Perissomma mcalpinei ingår i släktet Perissomma och familjen Perissommatidae. Inga underarter finns listade i Catalogue of Life.